# Osei-Chesed-Synagoge (Drohobytsch)

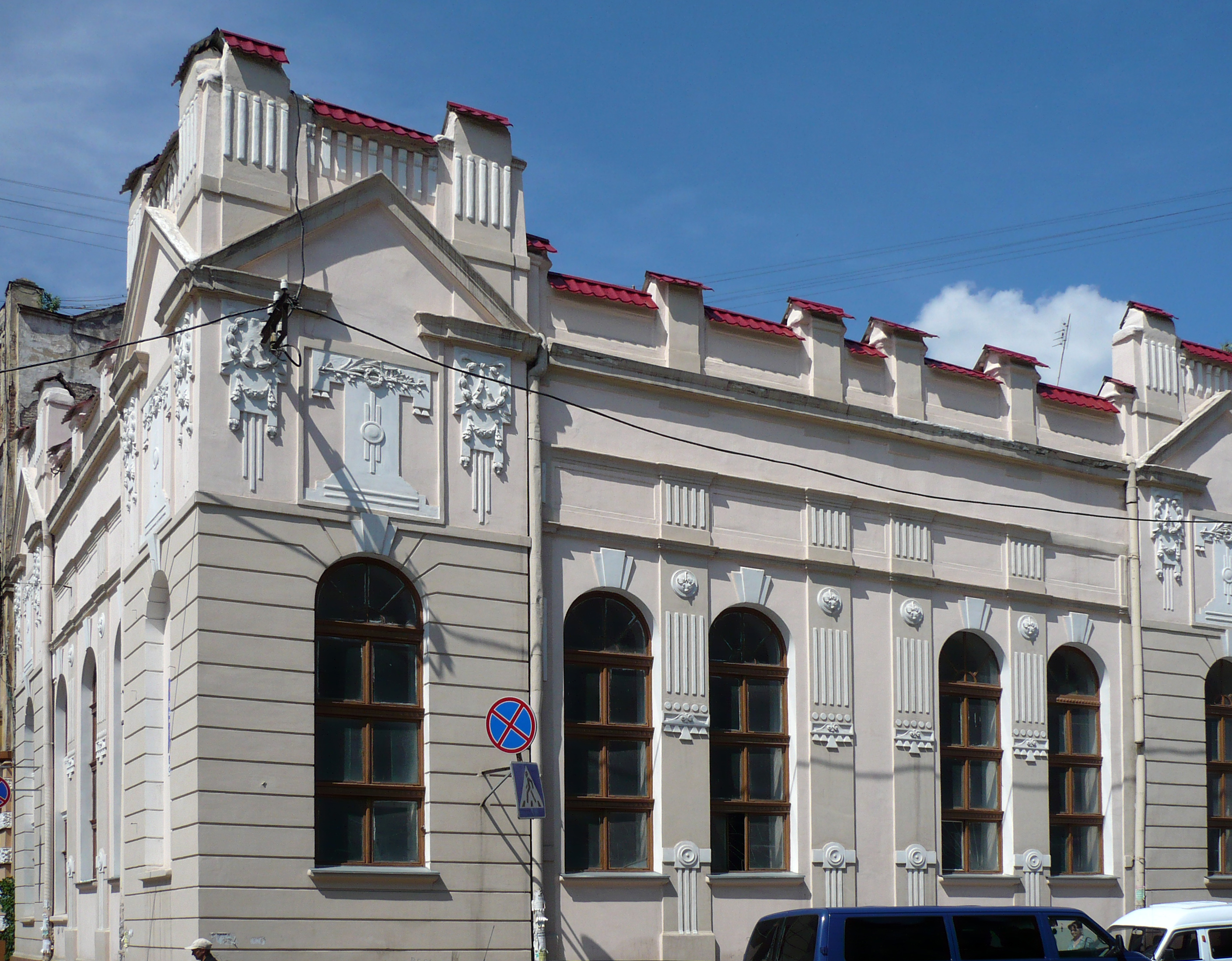
Ehemalige Synagoge in Drohobytsch

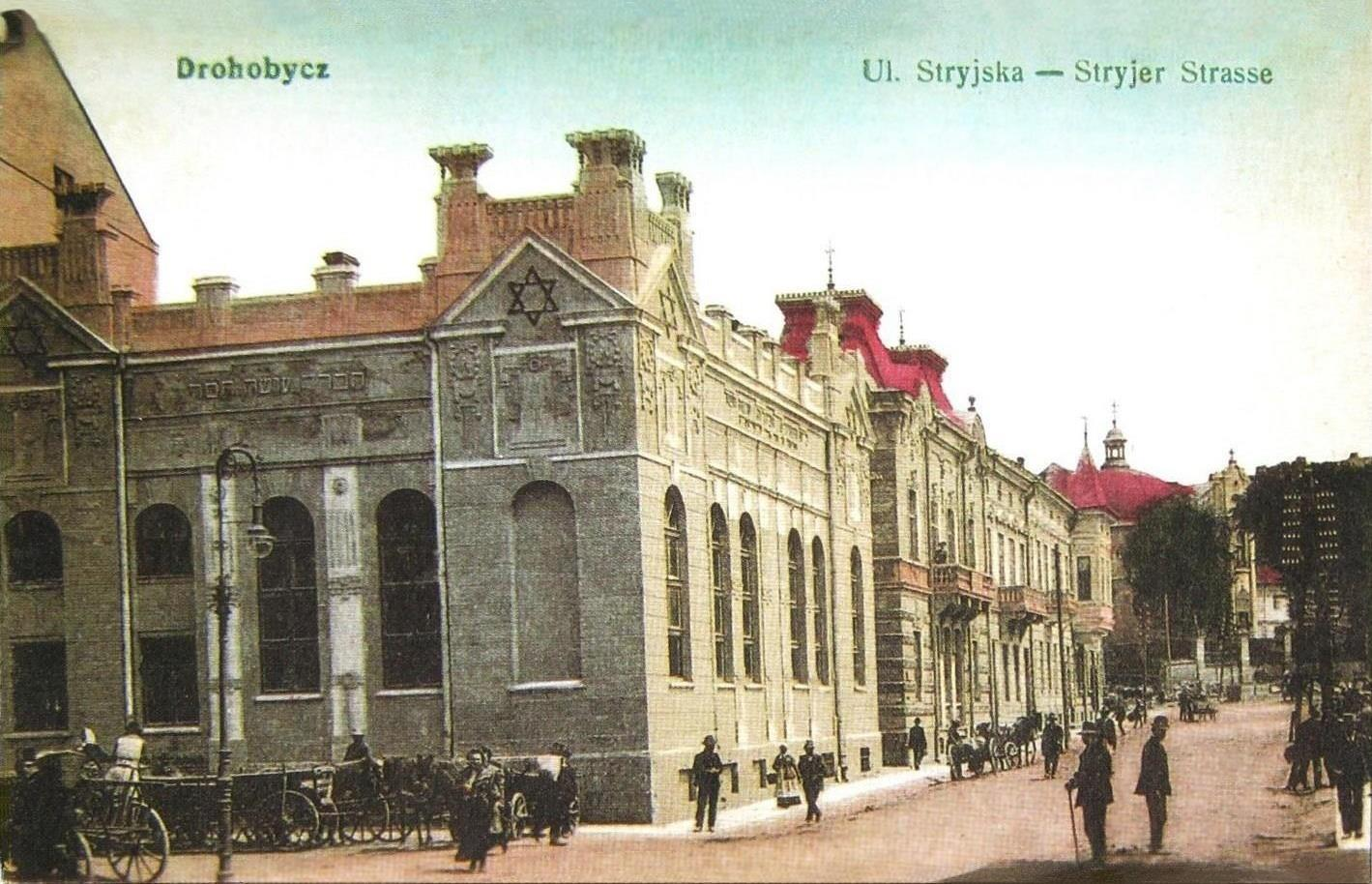
Postkarte, circa 1910 bis 1915

Die Osei-Chesed-Synagoge  in Drohobytsch, einer ukrainischen Stadt in der Oblast Lwiw, wurde 1909 errichtet. Die profanierte Synagoge ist ein geschütztes Kulturdenkmal.

## Geschichte
Die Synagoge wurde von der progressiven jüdischen Gemeinde der Stadt im
Wiener Jugendstil erbaut. Sie steht an der Kreuzung von der Masepa-Straße mit der Scholem-Alejchem-Straße. Nach dem Krieg wurde sie in eine Sporthalle umgewandelt.

## Architektur
Bedingt durch den Straßenverlauf ist das Gebäude nicht rechteckig, sondern hat die Form eines Parallelogramms. Dies ist aber durch den Aufbau von kleinen Ecktürmen kaum zu erkennen. Die Außenfassaden nach Westen (der kleineren Seite) und nach Süden sind reich verziert. Die Ostfassade ist einfacher; ursprünglich hatte sie zwei Türen für die Männer- und Frauenräume. Heute ist einer davon, vermutlich der für die Männer, zugemauert.
Da das Innere der Synagoge während oder nach dem Krieg völlig ausgeräumt und alle religiösen Merkmale vernichtet wurden, ist auch von Bima und Toraschrein nichts mehr erhalten. Bei einer kleinen Einbuchtung in der Südwand könnte es sich aber um die Toranische gehandelt haben. Dafür spricht auch die Anordnung von Blindfenstern an der Ost- und Westwand, womit besondere Lichteffekte erzielt wurden.